# Draw the Line
| Recensione                        | Giudizio    |
| --------------------------------- | ----------- |
| AllMusic                          | [ 3 ]       |
| Robert Christgau                  | B-          |
| The New Rolling Stone Album Guide | [ 5 ]       |
| Sputnikmusic                      | 3.5 (Great) |
| Piero Scaruffi                    | [ 7 ]       |
| Ondarock                          | [ 8 ]       |
| Dizionario del Pop-Rock           | [ 9 ]       |
| 24.000 dischi                     | [ 10 ]      |

Draw the Line è il quinto album degli Aerosmith, uscito nel dicembre 1977 per l'Etichetta Columbia Records.

## Tracce

### LP
Lato A
1. Draw the Line – 3:23 (Steven Tyler, Joe Perry)
2. I Wanna Know Why – 3:09 (Steven Tyler, Joe Perry)
3. Critical Mass – 4:51 (Steven Tyler, Tom Hamilton, Jack Douglas)
4. Get It Up – 4:02 (Steven Tyler, Joe Perry)
5. Bright Light Fright – 2:20 (Joe Perry)

Lato B
1. Kings and Queens – 4:55 (Tom Hamilton, Joey Kramer, Steven Tyler, Brad Whitford, Jack Douglas)
2. The Hand That Feeds – 4:22 (Tom Hamilton, Joey Kramer, Steven Tyler, Brad Whitford, Jack Douglas)
3. Sight for Sore Eyes – 3:52 (Steven Tyler, Joe Perry, Jack Douglas, David Johansen)
4. Milk Cow Blues – 4:15 (Kokomo Arnold)

## Formazione
Gruppo
- Steven Tyler - voce, armonica
- Steven Tyler - piano (brano: Kings and Queens)
- Joe Perry - chitarra solista, slide guitar, cori e voce
- Joe Perry - voce solista (brano: Bright Light Fright)
- Brad Whitford - chitarra
- Tom Hamilton - basso
- Joey Kramer - batteria[12]

Altri musicisti
- Stan Bronstein - sassofono (brani: Bright Light Fright e I Wanna Know Why)
- Scott Cushnie - piano (brani: I Wanna Know Why e Critical Mass)
- Jack Douglas - mandolino (brano: Kings and Queens)
- Karen Lawrence - accompagnamento vocale-cori (brano: Get It Up)
- Paul Prestopino - banjo (brano: Kings and Queens)

Note aggiuntive
- Jack Douglas e Aerosmith - produttori (per la Contemporary Communications Corp. and Waterfront Productions Ltd.)
- David Krebs e Steve Leber - produttori esecutivi
- Registrazioni effettuate al The Cenacle di Armonk, New York (Stati Uniti) ed al The Record Plant, New York City, New York (Stati Uniti)
- Jay Messina - ingegnere delle registrazioni
- Sam Ginsberg - assistente ingegnere delle registrazioni
- Mastering effettuato al Sterling Sound (New York City) da George Marino
- John Berg - design album originale
- Al Hirschfeld - cover art
- Ringraziamenti speciali a: Jules Bonneuaux, The Cenacle; Chico and Paul Sloman, The Record Plant - Michel & Anouchka, and Karen McAndrews[13]

## Classifica
Album
| Anno | Classifica    | Posizione raggiunta |
| ---- | ------------- | ------------------- |
| 1978 | Billboard 200 | 11                  |

Singoli
| Anno | Titolo del brano | Classifica        | Posizione raggiunta |
| ---- | ---------------- | ----------------- | ------------------- |
| 1977 | Draw the Line    | Billboard Hot 100 | 42                  |
| 1978 | Kings and Qeens  | Billboard Hot 100 | 70                  |